# Johannishain

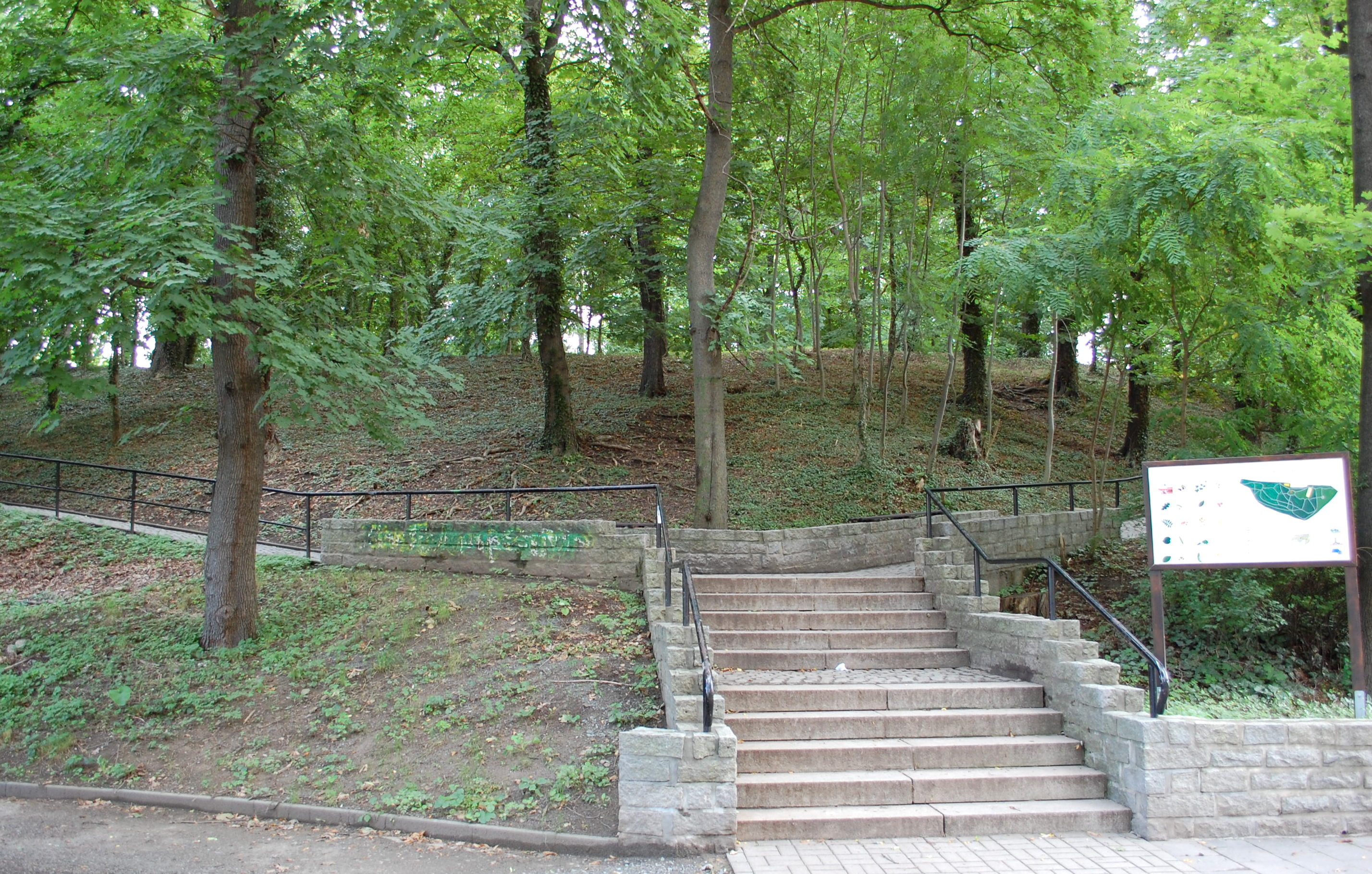
Eingang zum Johannishain

Der Johannishain ist eine Parkanlage in der Stadt Quedlinburg in Sachsen-Anhalt mit dem ältesten Bismarckturm Sachsen-Anhalts.

## Lage
Der Park befindet sich südlich der Quedlinburger Innenstadt am Stadtteil Süderstadt auf dem Bleichberg. Südwestlich des Parks verläuft die Stresemannstraße, nördlich die Bergstraße. Nordwestlich des Parks liegt das Johannisstift.

## Anlage und Geschichte
Der Park wurde im 19. Jahrhundert als Landschaftspark angelegt. Das Gelände gehörte dem benachbarten Johannisstift. Im südlichen Teil des Parks befand sich ursprünglich der Friedhof des Johannisstifts. Zentral im heute dicht von Bäumen bestandenen Park steht der 1895 errichtete Quedlinburger Bismarckturm. Seit 1895 hieß die Anlage bereits Bismarckhain. In der Zeit der DDR erfolgte eine Umbenennung in Johannishain. Park und Turm wurden 2014 von der Eigentümerin Vereinigte Evangelische Heilige Geist und Sankt Johannis Hospitalgemeinde zu Quedlinburg an einen privaten Investor verkauft. 2022 erfolgte ein weiterer Besitzerwechsel an einen Quedlinburger Unternehmer. Dieser lässt den Park und den verfallenen Bismarckturm nach historischem Vorbild sanieren.
Im örtlichen Denkmalverzeichnis ist der Park unter der Erfassungsnummer 094 46583 als Baudenkmal verzeichnet.